# Gyna lineata
Gyna lineata es una especie de cucaracha del género Gyna, familia Blaberidae.

## Distribución
Esta especie se encuentra en Costa de Marfil.